# Pervenstvo Futbol'noj Nacional'noj Ligi 2016-2017
La Pervenstvo Futbol'noj Nacional'noj Ligi 2016-2017, nota anche come PFN Ligi 2016-2017 fu la venticinquesima edizione della seconda serie del campionato russo di calcio. Il campionato venne disputato tra l'11 luglio 2016 e il 20 maggio 2017. Vide la vittoria finale della Dinamo Mosca, che venne promossa in Prem'er-Liga assieme al Tosno e allo SKA-Chabarovsk, vincitore dei play-off. Capocannoniere del torneo fu Kirill Pančenko, attaccante della Dinamo Mosca, con 24 reti realizzate.

## Stagione

### Novità
Dalla PFN Ligi 2015-2016 vennero promossi in Prem'er-Liga il Gazovik Orenburg, l'Arsenal Tula e il Tom' Tomsk, vincitore dei play-off, mentre sono stati retrocessi in PPF Ligi il Baltika, lo Enisej, la Torpedo Armavir, il Bajkal Irkutsk e il KAMAZ. Dalla Prem'er-Liga vennero retrocessi in la Dinamo Mosca, il Mordovija e il Kuban', perdente i play-off. Dalla PPF Ligi sono stati promossi il Chimki, il Tambov, lo Spartak-Nal'čik, il Neftechimik e lo Smena K.N.A., vincitori dei cinque gironi.
Il 1º giugno 2016 lo SKA-Ėnergija cambiò denominazione in SKA-Chabarovsk. Il 4 giugno 2016 lo Smena K.N.A. rinunciò alla promozione per mancanza di copertura economica, così che lo Enisej venne ripescato in PFN Ligi. Il 15 giugno 2016 venne annunciato lo scioglimento del Volga Nižnij Novgorod per problemi economici, così che venne ripescato il Baltika.

### Formula
Le 20 squadre partecipanti si sono affrontate in un girone all'italiana con partite di andata e ritorno per un totale di 38 giornate: venivano assegnati tre punti per la vittoria, uno per il pareggio e zero per la sconfitta. Le prime due classificate venivano promosse direttamente in Prem'er-Liga, mentre la terza e la quarta affrontavano la tredicesima e la quattordicesima classificate in Prem'er-Liga in play-off promozione/retrocessione. Le ultime cinque classificate venivano retrocesse direttamente in Pervenstvo Professional'noj Futbol'noj Ligi.

## Squadre partecipanti
| Squadra            | Stagione | Città           | Stadio                | Stagione precedente                         |
| ------------------ | -------- | --------------- | --------------------- | ------------------------------------------- |
| Baltika            | dettagli | Kaliningrad     | Stadio Baltika        | 16º posto in PFN Ligi                       |
| Chimki             | dettagli | Chimki          | Stadio Rodina         | 1º posto nel girone ovest di PPF Ligi       |
| Dinamo Mosca       | dettagli | Mosca           | Arena Chimki          | 15º posto in Prem'er Liga                   |
| Enisej             | dettagli | Krasnojarsk     | Stadio Centrale       | 17º posto in PFN Ligi                       |
| Fakel Voronež      | dettagli | Voronež         | Tsentralnyi Profsoyuz | 6º posto in PFN Ligi                        |
| Kuban'             | dettagli | Krasnodar       | Stadio Kuban'         | 14º posto in Prem'er Liga                   |
| Luč-Ėnergija       | dettagli | Vladivostok     | Stadio Dinamo         | 15º posto in PFN Ligi                       |
| Mordovija          | dettagli | Saransk         | Start Stadion         | 16º posto in Prem'er Liga                   |
| Neftechimik        | dettagli | Nižnekamsk      | Stadio Neftechimik    | 1º posto nel girone Volga-Urali di PPF Ligi |
| Sibir'             | dettagli | Novosibirsk     | Stadio Spartak        | 11º posto in PFN Ligi                       |
| Šinnik             | dettagli | Jaroslavl'      | Stadio Šinnik         | 13º posto in PFN Ligi                       |
| SKA-Chabarovsk     | dettagli | Chabarovsk      | Stadio Lenin          | 14º posto in PFN Ligi                       |
| Sokol Saratov      | dettagli | Saratov         | Stadio Lokomotiv      | 9º posto in PFN Ligi                        |
| Spartak-2 Mosca    | dettagli | Mosca           | Accademia Spartak     | 5º posto in PFN Ligi                        |
| Spartak-Nal'čik    | dettagli | Nal'čik         | Stadio Spartak        | 1º posto nel girone sud di PPF Ligi         |
| Tambov             | dettagli | Tambov          | Stadio Tambov         | 1º posto nel girone centro di PPF Ligi      |
| Tjumen'            | dettagli | Tjumen'         | Stadio Geolog         | 8º posto in PFN Ligi                        |
| Tosno              | dettagli | Tosno           | Stadio Petrovskij     | 7º posto in PFN Ligi                        |
| Volgar' Astrachan' | dettagli | Astrachan'      | Stadio Centrale       | 4º posto in PFN Ligi                        |
| Zenit-2            | dettagli | San Pietroburgo | Stadio Petrovskij     | 12º posto in PFN Ligi                       |

## Classifica finale
|  | Pos. | Squadra            | Pt | G  | V  | N  | P  | GF | GS | DR  |
|  | ---- | ------------------ | -- | -- | -- | -- | -- | -- | -- | --- |
|  | 1.   | Dinamo Mosca       | 87 | 38 | 26 | 9  | 3  | 64 | 25 | +39 |
|  | 2.   | Tosno              | 75 | 38 | 21 | 12 | 5  | 63 | 30 | +33 |
|  | 3.   | Enisej             | 63 | 38 | 19 | 6  | 13 | 54 | 42 | +12 |
|  | 4.   | SKA-Chabarovsk     | 59 | 38 | 15 | 14 | 9  | 45 | 33 | +12 |
|  | 5.   | Tambov             | 57 | 38 | 15 | 12 | 11 | 42 | 34 | +8  |
|  | 6.   | Spartak-2 Mosca    | 56 | 38 | 15 | 11 | 12 | 56 | 43 | +13 |
|  | 7.   | Kuban'             | 55 | 38 | 14 | 13 | 11 | 44 | 37 | +7  |
|  | 8.   | Šinnik             | 54 | 38 | 15 | 9  | 14 | 41 | 39 | +2  |
|  | 9.   | Tjumen'            | 53 | 38 | 14 | 11 | 13 | 48 | 43 | +5  |
|  | 10.  | Fakel Voronež      | 53 | 38 | 14 | 11 | 13 | 38 | 40 | -2  |
|  | 11.  | Chimki             | 49 | 38 | 11 | 16 | 11 | 40 | 47 | -7  |
|  | 12.  | Volgar' Astrachan' | 45 | 38 | 12 | 9  | 17 | 39 | 49 | -10 |
|  | 13.  | Zenit-2            | 43 | 38 | 9  | 16 | 13 | 44 | 51 | -7  |
|  | 14.  | Baltika            | 42 | 38 | 9  | 15 | 14 | 25 | 35 | -10 |
|  | 15.  | Sibir'             | 42 | 38 | 9  | 15 | 14 | 31 | 46 | -15 |
|  | 16.  | Luč-Ėnergija       | 42 | 38 | 9  | 15 | 14 | 27 | 41 | -14 |
|  | 17.  | Mordovija          | 40 | 38 | 11 | 7  | 20 | 39 | 50 | -11 |
|  | 18.  | Sokol Saratov      | 39 | 38 | 8  | 15 | 15 | 34 | 53 | -19 |
|  | 19.  | Spartak-Nal'čik    | 38 | 38 | 7  | 17 | 14 | 26 | 37 | -11 |
|  | 20.  | Neftechimik        | 27 | 38 | 6  | 9  | 23 | 28 | 53 | -26 |

Legenda:
      Promossa in Prem'er-Liga 2017-2018.
 Ammessa agli spareggi promozione/retrocessione.
      Retrocessa in Pervenstvo Professional'noj Futbol'noj Ligi 2017-2018.
Note:
Tre punti a vittoria, uno a pareggio, zero a sconfitta.
Il Luč-Ėnergija è stato successivamente riammesso in PFN Ligi a completamento organico.

## Risultati
|                    | DiM  | Tos  | Eni  | SKA  | Tam  | SpM  | Kub  | Šin  | Tju  | Fak  | Chi  | VoA  | Zen  | Bal  | Sib  | Luč  | Mor  | Sok  | SpN  | Nef  |
| ------------------ | ---- | ---- | ---- | ---- | ---- | ---- | ---- | ---- | ---- | ---- | ---- | ---- | ---- | ---- | ---- | ---- | ---- | ---- | ---- | ---- |
| Dinamo Mosca       | ---- | 0-1  | 2-2  | 3-2  | 3-0  | 2-1  | 1-0  | 1-0  | 3-0  | 0-1  | 0-0  | 5-0  | 0-0  | 2-1  | 1-0  | 3-2  | 2-1  | 1-1  | 1-1  | 3-1  |
| Tosno              | 1-2  | ---- | 1-2  | 3-1  | 2-0  | 1-1  | 0-0  | 0-0  | 2-2  | 3-1  | 1-1  | 3-0  | 4-1  | 4-1  | 3-0  | 1-2  | 1-0  | 5-2  | 0-0  | 4-2  |
| Enisej             | 0-0  | 0-1  | ---- | 3-1  | 2-1  | 0-4  | 2-0  | 1-3  | 1-0  | 2-0  | 3-0  | 1-0  | 0-3  | 2-1  | 3-2  | 0-0  | 4-0  | 3-1  | 0-1  | 0-1  |
| SKA-Chabarovsk     | 2-3  | 1-0  | 1-0  | ---- | 2-2  | 3-0  | 5-0  | 0-0  | 1-0  | 1-1  | 1-1  | 2-1  | 1-0  | 1-0  | 2-0  | 0-1  | 1-3  | 1-1  | 0-0  | 1-0  |
| Tambov             | 1-2  | 3-0  | 1-0  | 3-1  | ---- | 1-0  | 0-0  | 0-1  | 0-1  | 4-0  | 0-1  | 3-0  | 0-0  | 0-1  | 3-2  | 1-0  | 2-1  | 0-0  | 0-0  | 0-0  |
| Spartak-2 Mosca    | 1-1  | 1-3  | 3-1  | 2-0  | 1-2  | ---- | 1-0  | 1-2  | 2-3  | 1-0  | 4-0  | 0-0  | 4-1  | 1-2  | 0-0  | 3-0  | 2-0  | 3-2  | 0-0  | 0-0  |
| Kuban'             | 0-1  | 1-1  | 2-1  | 0-2  | 0-0  | 5-2  | ---- | 0-1  | 3-1  | 0-0  | 2-1  | 1-0  | 3-0  | 1-1  | 1-1  | 1-1  | 2-0  | 0-0  | 3-1  | 1-0  |
| Šinnik             | 2-3  | 0-0  | 4-2  | 1-0  | 2-1  | 4-0  | 0-1  | ---- | 0-0  | 0-2  | 2-0  | 1-1  | 1-2  | 0-1  | 3-0  | 3-1  | 1-0  | 1-0  | 0-0  | 2-1  |
| Tjumen'            | 0-2  | 1-2  | 2-3  | 1-3  | 0-0  | 1-1  | 2-0  | 5-1  | ---- | 3-1  | 1-1  | 1-0  | 1-0  | 2-2  | 3-1  | 0-0  | 2-1  | 1-1  | 3-0  | 2-0  |
| Fakel Voronež      | 2-1  | 0-0  | 0-3  | 0-0  | 3-0  | 1-1  | 2-2  | 1-0  | 0-0  | ---- | 2-0  | 0-1  | 1-0  | 1-2  | 2-0  | 0-1  | 1-2  | 1-2  | 1-0  | 3-2  |
| Chimki             | 0-0  | 1-3  | 2-2  | 0-0  | 0-0  | 1-0  | 4-1  | 3-0  | 3-2  | 0-0  | ---- | 1-1  | 2-1  | 1-0  | 1-1  | 2-2  | 4-3  | 0-0  | 2-0  | 3-2  |
| Volgar' Astrachan' | 0-1  | 0-1  | 0-0  | 0-0  | 1-2  | 1-1  | 2-1  | 2-0  | 2-0  | 1-2  | 1-1  | ---- | 4-3  | 1-0  | 4-0  | 3-2  | 1-2  | 2-1  | 2-1  | 3-0  |
| Zenit-2            | 1-1  | 1-1  | 2-0  | 1-1  | 3-3  | 1-2  | 0-4  | 1-1  | 1-0  | 1-1  | 1-3  | 2-1  | ---- | 1-1  | 3-1  | 1-0  | 3-1  | 1-1  | 1-1  | 2-2  |
| Baltika            | 0-3  | 0-2  | 0-1  | 0-0  | 1-2  | 1-2  | 0-1  | 1-0  | 1-0  | 0-0  | 0-0  | 1-0  | 0-0  | ---- | 1-1  | 0-0  | 1-2  | 1-0  | 1-1  | 0-0  |
| Sibir'             | 1-3  | 0-1  | 1-1  | 0-0  | 2-0  | 2-1  | 0-0  | 1-1  | 1-2  | 1-1  | 1-0  | 2-0  | 1-1  | 1-1  | ---- | 0-0  | 1-0  | 1-0  | 1-0  | 2-1  |
| Luč-Ėnergija       | 0-2  | 1-1  | 0-2  | 0-2  | 0-1  | 0-0  | 2-1  | 1-0  | 1-3  | 0-2  | 2-0  | 2-2  | 0-0  | 1-1  | 0-0  | ---- | 1-0  | 0-3  | 0-0  | 1-0  |
| Mordovija          | 0-1  | 0-2  | 1-2  | 0-2  | 0-0  | 1-4  | 1-3  | 1-0  | 1-1  | 2-0  | 5-0  | 3-0  | 2-2  | 0-1  | 0-0  | 1-1  | ---- | 0-0  | 1-0  | 1-0  |
| Sokol Saratov      | 0-3  | 1-2  | 0-3  | 2-3  | 1-4  | 0-4  | 0-0  | 2-2  | 1-0  | 2-1  | 1-0  | 0-0  | 0-3  | 1-0  | 1-1  | 1-0  | 0-0  | ---- | 2-1  | 1-2  |
| Spartak-Nal'čik    | 0-1  | 1-1  | 1-0  | 1-1  | 0-1  | 1-1  | 0-0  | 2-0  | 1-1  | 1-2  | 1-1  | 1-2  | 1-0  | 0-0  | 2-1  | 0-1  | 1-3  | 1-1  | ---- | 3-2  |
| Neftechimik        | 0-1  | 0-2  | 0-2  | 0-0  | 1-1  | 0-1  | 1-4  | 1-2  | 0-1  | 1-2  | 1-0  | 2-0  | 1-0  | 0-0  | 0-1  | 1-1  | 1-0  | 2-2  | 0-1  | ---- |

## Spareggi promozione-retrocessione
|                | Risultati             |                | Luogo e data                |
| -------------- | --------------------- | -------------- | --------------------------- |
| SKA-Chabarovsk | 0 - 0                 | Orenburg       | Chabarovsk, 25 maggio 2017  |
| Orenburg       | 0 - 0 (dts) (3-5 dtr) | SKA-Chabarovsk | Orenburg, 28 maggio 2017    |
|                |                       |                |                             |
| Enisej         | 2 - 1                 | Arsenal Tula   | Krasnojarsk, 25 maggio 2017 |
| Arsenal Tula   | 1 - 0 (gfc)           | Enisej         | Tula, 28 maggio 2017        |
|                |                       |                |                             |

## Statistiche

### Classifica marcatori
| Gol |  |  | Giocatore        | Squadra         |
| --- |  |  | ---------------- | --------------- |
| 24  |  |  | Kirill Pančenko  | Dinamo Mosca    |
| 23  |  |  | Chasan Mamtov    | Tjumen'         |
| 16  |  |  | Anton Zabolotnyj | Tosno           |
| 13  |  |  | Denis Davydov    | Spartak-2 Mosca |
| 12  |  |  | Ruslan Korjan    | SKA-Chabarovsk  |
| 11  |  |  | Georgij Melkadze | Spartak-2 Mosca |
| 10  |  |  | Spartak Gogniev  | Kuban'          |
| 10  |  |  | Artёm Fedčuk     | Spartak-2 Mosca |
| 10  |  |  | Sergej Samodin   | Enisej          |